# Cherry (2010)
Cherry é um filme estado-unidense do género comédia, realizado por Jeffrey Fine lançado no Festival SXSW 2010 sobre um calouro da faculdade que se apaixona por uma mulher mais velha, e ao mesmo tempo, sua filha adolescente também se apaixona por ele. É protagonizado por Kyle Gallner e Laura Allen.

## Elenco
- Kyle Gallner - Aaron
- Laura Allen - Linda
- Britt Robertson - Beth
- Matt Walsh - professor Van Auken
- Esai Morales - Wes
- D.C. Pierson - Wild Bill
- Zosia Mamet - Darcy

## Recepção
No agregador de críticas Rotten Tomatoes, que categoriza as opiniões apenas como positivas ou negativas, o filme tem um índice de aprovação de 64% com base em 11 comentários dos críticos. Kimberley Jones, em sua crítica para o Austin Chronicle disse que "apesar de algumas inconsistências tonais e golpes inadequados em performances caprichosas e generalizadas, o roteiro rápido de Fine e as ilustrações originais de Michael Hoskins elevam Cherry a uma retrato de amadurecimento sensivelmente sentida e fundamentalmente doce."